# Liste der Gouverneure von Washington

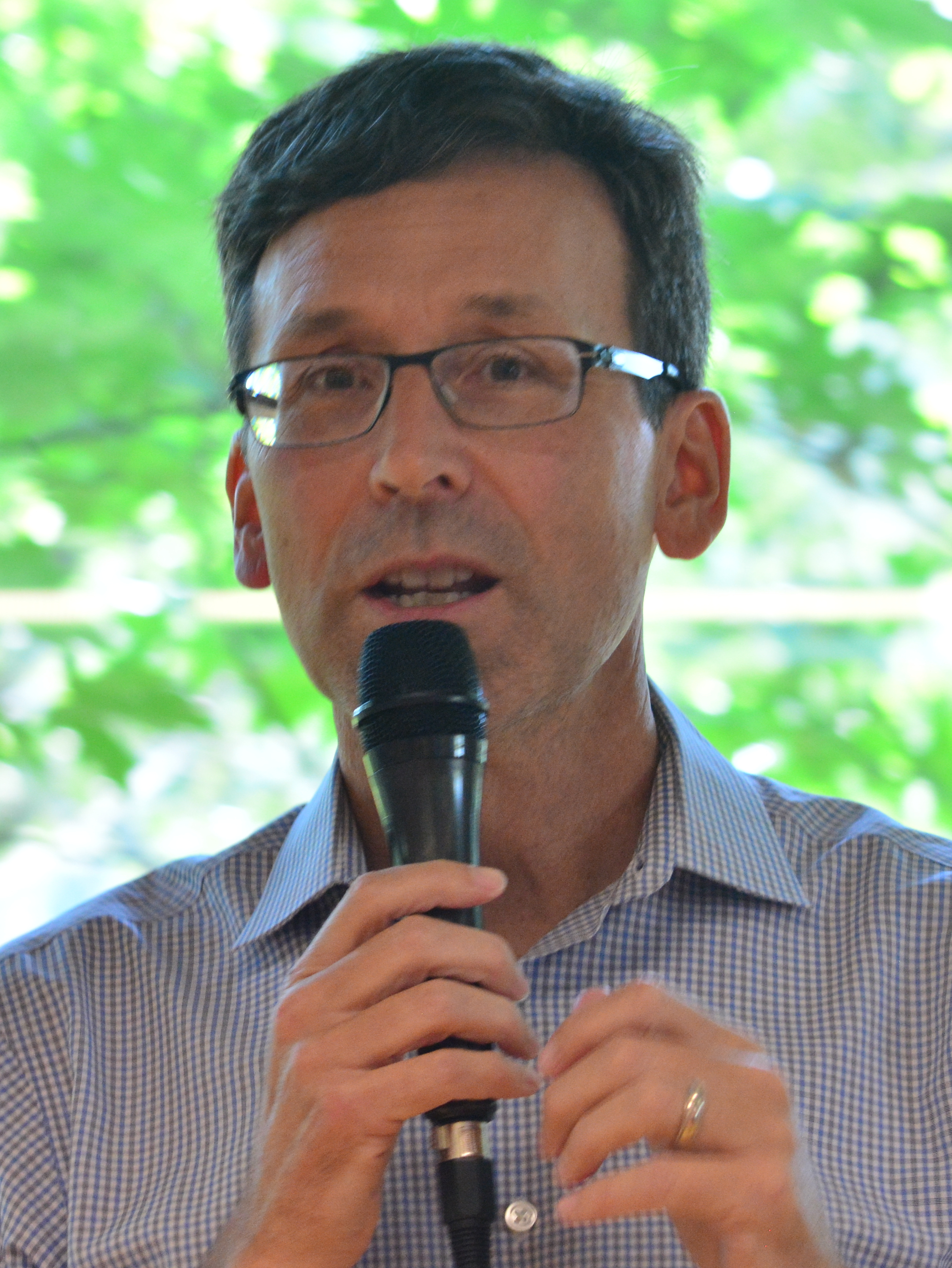
Bob Ferguson, der derzeitige Gouverneur von Washington

Diese Liste führt alle Gouverneure des US-Bundesstaates Washington und des zuvor bestehenden Washington-Territoriums auf.

## Washington-Territorium
| Name                      | Amtszeit  | Partei                 |
| ------------------------- | --------- | ---------------------- |
| Isaac Ingalls Stevens     | 1853–1857 | Demokratische Partei   |
| Fayette McMullen          | 1857–1859 | Demokratische Partei   |
| Richard Dickerson Gholson | 1859–1861 | Demokratische Partei   |
| William Henson Wallace    | 1861–1861 | Republikanische Partei |
| William Pickering         | 1862–1866 | Republikanische Partei |
| George Edward Cole        | 1866–1867 | Demokratische Partei   |
| Marshall F. Moore         | 1867–1869 | Republikanische Partei |
| Alvan Flanders            | 1869–1870 | Republikanische Partei |
| Edward Selig Salomon      | 1870–1872 | Republikanische Partei |
| Elisha Peyre Ferry        | 1872–1880 | Republikanische Partei |
| William Augustus Newell   | 1880–1884 | Republikanische Partei |
| Watson Carvosso Squire    | 1884–1887 | Republikanische Partei |
| Eugene Semple             | 1887–1889 | Demokratische Partei   |
| Miles Conway Moore        | 1889–1889 | Republikanische Partei |

## Bundesstaat Washington
| Name                       | Amtszeit  | Partei                 |
| -------------------------- | --------- | ---------------------- |
| Elisha Peyre Ferry         | 1889–1893 | Republikanische Partei |
| John Harte McGraw          | 1893–1897 | Republikanische Partei |
| John Rankin Rogers         | 1897–1901 | Demokratische Partei   |
| Henry McBride              | 1901–1905 | Republikanische Partei |
| Albert Edward Mead         | 1905–1909 | Republikanische Partei |
| Samuel Goodlove Cosgrove   | 1909–1909 | Republikanische Partei |
| Marion E. Hay              | 1909–1913 | Republikanische Partei |
| Ernest Lister              | 1913–1919 | Demokratische Partei   |
| Louis Folwell Hart         | 1919–1925 | Republikanische Partei |
| Roland Hill Hartley        | 1925–1933 | Republikanische Partei |
| Clarence Daniel Martin     | 1933–1941 | Demokratische Partei   |
| Arthur Bernard Langlie     | 1941–1945 | Republikanische Partei |
| Monrad Charles Wallgren    | 1945–1949 | Demokratische Partei   |
| Arthur Bernard Langlie     | 1949–1957 | Republikanische Partei |
| Albert Dean Rosellini      | 1957–1965 | Demokratische Partei   |
| Daniel Jackson Evans       | 1965–1977 | Republikanische Partei |
| Dixy Lee Ray               | 1977–1981 | Demokratische Partei   |
| John Dennis Spellman       | 1981–1985 | Republikanische Partei |
| Booth Gardner              | 1985–1993 | Demokratische Partei   |
| Michael Edward Lowry       | 1993–1997 | Demokratische Partei   |
| Gary Faye Locke            | 1997–2005 | Demokratische Partei   |
| Christine O’Grady Gregoire | 2005–2013 | Demokratische Partei   |
| Jay Robert Inslee          | 2013–2025 | Demokratische Partei   |
| Bob Ferguson               | 2025–     | Demokratische Partei   |